# Pauline Roland
Marie Désirée Pauline Roland (1805-1852) va ser una mestra i periodista francesa, militant feminista i socialista santsimoniana.

## Biografia
Pauline Roland va rebre educació per insistència de la seva mare, empleada del correu a Falaise, Normandia. Un dels seus professors la va iniciar en les idees de Claude Henri de Rouvroy, comte de Saint-Simon i es va transformar en una entusiasta del socialisme. Després de la seva arribada a París l'any 1832, Roland va començar a escriure per als primers periòdics feministes francesos i va compilar una extensa sèrie d'històries de França (1835), d'Anglaterra (1838), d'Escòcia i d'Irlanda (1844).
Vinculada estretament al pensament de George Sand i de Pierre Leroux, s'uneix a la comunitat que aquest últim crea a Boussac l'any 1847, on treballa com a mestra i escriu per a L’Éclaireur de l’Indre. Entre 1833 i 1845 viu en unió lliure amb Jean Aicard, reclamant que els seus dos fills, més un altre fill que havia tingut amb Adolphe Guéroult, portin el seu cognom i siguin educats per ella. Ella considerà que el matrimoni era un contracte desaventatjós per les dones: “No consentiré mai casar-me amb un home en una societat on jo no pugui fer reconèixer la meva igualtat perfecta amb aquell a qui m'uniré”. Després de la mort de Flora Tristán l'any 1844 adoptarà també a la seva filla Aline (la qual serà posteriorment la mare del pintor Paul Gauguin).
En tornar a París l'any 1845 es compromet activament en l'agitació social i en publicar articles feministes i socialistes a La Voix des Femmes, en col·laboració amb Jeanne Deroin i Désirée Gai. Escriu i publica a La Femme Nouvelle. Durant la revolució de 1848 dirigeix el Club Republicà de Dones. L'any 1849 va fundar, amb Jeanne Deroin i Gustave Lefrançais, l'Associació de Mestres, Mestresses i Professors Socialistes, destacant la importància de la igualtat dels sexes en un programa educatiu que ha d'abastar els primers divuit anys de vida, que vincularà favorablement a homes i dones al món del treball. Roland va jugar llavors un paper clau en la formació del Sindicat d'Associacions Obreres (Union of Worker's Associations), idea hereva de les últimes propostes de Flora Tristán.
L'octubre de 1849, els delegats de més de cent professions varen elegir a Pauline Roland per al comitè central d'aquest sindicat. Es va intentar ressuscitar el moviment cooperatiu l'any 1848, però aquesta associació va ser prohibida pel govern l'abril de 1850 i Pauline Roland, juntament amb unes cinquanta persones més, és arrestada al mes següent. Durant el seu enjudiciament per socialisme, feminisme i “llibertinatge”, va ser objecte d'agressius atacs abans de ser enviada a presó per set mesos fins a juliol de 1851.
Es va implicar activament en la resistència parisenca al cop d'estat de Louis Bonaparte, el 2 de desembre de 1851, que va iniciar el Segon Imperi. Per això va ser condemnada a deu anys de deportació a Algèria. George Sand i Pierre-Jean de Béranger van aconseguir el seu alliberament anticipat. En el camí de retorn, quan ella havia de retrobar-se amb els seus fills, va morir a causa de les dures condicions del presidi que havia sofert i que van minar la seva salut. Víctor Hugo li va dedicar, als Châtiments, part del poema «Les Martyres» (Llibre VI, poema II), que evoca la seva marxa a la presó el 8 de juliol de l'any 1852.